# Sailor Jack's Reformation
Pour plus de détails, voir Fiche technique et Distribution.
Sailor Jack's Reformation est un film américain de Sidney Olcott, réalisé en 1911 avec Gene Gauntier et Jack J. Clark dans les rôles principaux.

## Fiche technique
- Titre original : Sailor Jack's Reformation
- Réalisateur : Sidney Olcott
- Photographie : George Hollister
- Société de production : Kalem Company
- Acteurs : Jack J. Clark, Gene Gauntier,
- Pays :  États-Unis
- Lieu de tournage : Jacksonville (Floride)
- Longueur : 995 pieds
- Date de sortie :
  -  États-Unis : 1er mars 1911 (New York)
  -  Royaume-Uni : 18 mai 1911 (Londres)

## Distribution
- Gene Gauntier : Capitaine Agnes
- Jack J. Clark : Lieutenant Landers
- J.P. McGowan : Sailor Jack